# 神奈川県立相模原高等学校
神奈川県立相模原高等学校（かながわけんりつ さがみはらこうとうがっこう）は、神奈川県相模原市中央区横山一丁目にある公立高等学校。

## 概要
大学進学に対応した全日制の普通科高校新設を求める地域住民からの要望から、神奈川県立相原高等学校の普通科を独立させ1964年に開校。
2000年度から2学期制に移行した。
近隣には学校法人光明学園が運営する同名校（相模原高等学校 (私立)）があるため、県相（けんそう）が略称である。
県教委から学力向上進学重点エントリー校、理数教育推進校として指定を受け、平成31年度からは文部科学省より「スーパーサイエンスハイスクール（SSH）」の指定を受けた。
多くの部活動では北相地区（県北地区＋県央地区＋秦野・伊勢原地区）に所属している。

## 沿革
- 1963年10月16日 ‐ 神奈川県立相模原高等学校設立認可告示
- 1963年11月1日 - 小泉隆初代校長着任
- 1964年3月30日 - 第1期工事校舎1棟（B棟）完成
- 1964年4月6日 - 第1回入学式挙行、PTA発足
- 1964年5月22日 - 開校式挙行
- 1965年3月27日 - 第2期工事（C棟）完成
- 1966年2月20日 - 第3期工事（A棟）完成
- 1966年6月 - 校旗制定
- 1966年10月 - 校歌制定
- 1967年3月1日 - 第1回卒業式挙行、計317名
- 1967年12月1日 - 体育館兼講堂完成
- 1968年7月2日 - プール完成
- 1968年10月5日 - 球技コート校地拡張
- 1968年11月13日 - 校舎落成、創立5周年記念式典挙行
- 1968年12月13日 - 柔剣道場完成
- 1971年3月31日 - C棟増築工事完成
- 1972年3月31日 - 生徒会部室完成
- 1973年11月1日 - 創立10周年記念式典挙行
- 1983年11月1日 - 創立20周年記念式典挙行
- 1992年10月20日 - 校舎リフレッシュ工事完成
- 1993年3月26日 - グラウンド整備工事完成
- 1993年11月5日 - 創立30周年記念式典挙行
- 2003年10月31日 - 創立40周年記念式典挙行
- 2013年11月1日 - 創立50周年記念式典挙行
- 2019年4月1日 - 文部科学省よりスーパーサイエンスハイスクール（SSH）の指定を受ける

## 設置課程
- 全日制
  - 普通科

## 交通
出典 : 
| 乗車駅                            | 系統 | 下車停留所           | 運行事業者 |
| --------------------------------- | ---- | -------------------- | ---------- |
| JR横浜線 相模原駅 JR相模線 上溝駅 | 相14 | 「横山団地」徒歩2分  | ■神奈中    |
| JR横浜線 相模原駅 JR相模線 上溝駅 | 相12 | 「高校入口」徒歩10分 | ■神奈中    |

| 最寄り駅          | 所要時間 |
| ----------------- | -------- |
| JR横浜線 相模原駅 | 25分     |
| JR相模線 上溝駅   | 15分     |

## 施設

### 校舎
3つの棟が存在しており、南側から順にA棟、B棟、C棟という名前がついている。一部の増築部分（C棟4階）を除いていずれも開校時期（昭和39～41年）に建てられたものである。近年は老朽部分の修繕工事が行われ、雨漏りも大幅に改善された。以前はC棟にも普通教室があったが、2008年10月よりC棟の耐震化の決定を受けて、現在は普通教室があるのはA棟とB棟のみである。2009年夏から全ての普通教室および一部の特別教室にエアコンが導入された。2011年3月の東日本大震災を受けてBC棟間東側の渡り廊下が通行厳禁となっていたが、同年5月中旬には工事が済み通行可となっている。また2017年度から2022年度にかけて、C棟→B棟→A棟の順に耐震工事（ブレース設置）並びに改修工事（床材張替え、配管更新など）、アスベスト除去工事が行われた。またそれに伴い、プレハブ校舎が1棟築造された（現在は撤去済）。2023年度から2024年度にかけ体育館兼講堂の耐震工事並びに改修工事が行われた。

### その他の施設
- 体育館兼講堂
- グラウンド
- サッカー場
- 屋外プール
- テニスコート（クレー6面）
- 武道場
- 部室棟（運動部）
- ハンドボールコート

## 教育

### 入試
開校から1980年度までは県央学区に所属。1981年度から1989年度までは県北学区に、1990年度から2004年度までは相模原北部津久井学区に所属。 県北学区、相模原北部津久井学区では学区トップ校だった。
2005年度以降は学区制が廃止され、県内全域からの受験が可能となった。
2020年度入試から、学力向上進学重点校エントリー校として共通問題と共通選択問題による特色検査を導入。「内申書の評定（中二・中三）」＋「学力検査の結果」＋「面接の結果」＋「特色検査の結果」で選考される。
2021年度の募集定員数は278人。

### 教育方針
「文武両道・切磋琢磨」をモットーに掲げる。学習だけでなく学校行事、部活動にも生徒が自主的に全力で取り組む校風。

### クラス編成
2018年度は、1学年7クラス（1クラス38人前後）である。また、1年次は「音楽I」「美術I」から、2年次は「物理」「生物」「地理B」から1つ選択のように履修科目の選択があるため、それによりクラス編成が行われる場合もある。ただし、クラスを2つに分けて授業を行う場合もある（例えば、2年のあるクラスにおいて半分の生徒が「物理」、もう半分の生徒が「地理B」を選択する場合。このとき、とある時間は“物理/地理B”といった具合になる）。3年次は文系（I類）と理系（II類）に分かれる。基本的には文系が4クラス、理系が3クラスとなっている。
2021年度から、アクティブ・ラーニングや高大連携講座（総合的な探究の時間）の強化を目的として、授業時間を1コマ70分間に変更。2023年度から1コマ50分に再度変更。

### 高大連携講座
2003年度より開始。本校教員が企画、本校と関わりの深い近隣の大学に連携を依頼する形で始まった。提携大学は年度によって変わる。過去の提携大学は東京都立大学、東京工業大学、東京農業大学、青山学院大学、麻布大学、北里大学、中央大学、法政大学、早稲田大学、等。

### 国際交流
- 県相国際交流クラブ（KIC） - 希望者にて実施。1年を通して、留学生との交流パーティーや即興型英語ディベート、その他各種外部研修に参加。
- オーストラリア短期留学 - 希望者にて実施（3月）。
- SSHロサンゼルス海外研修 - UCLA,CALTECH,USCの各大学、JPL（NASAジェット推進研究所）、マグノリア高校、サイエンスセンターなど訪問。各大学・高校で英語プレゼンテーション実施。

### 攻め机
職員室前の廊下に「攻め机」という、質問やマンツーマン指導専用の机がある。放課後や空き時間を活用し、生徒が教員に対しコミュニケーションを取り学力の向上を図っている。たくさんの生徒が来る。

## 進路
ほぼ100％が4年制の大学に進学。公式サイトを参照。大学入試結果

## 学校行事

### 学園祭
学園祭は相翼祭（そうよくさい）と呼ばれ、体育部門と文化部門に分かれている。
学園祭を企画運用するための団体として、生徒会とは別に相翼祭実行委員会（通称「SSC」）と呼ばれる生徒主体の組織がある。

#### 相翼祭 体育部門
毎年6月頃に開催。体育部門は学年やクラスでの分割ではなく、誕生月をベースに「春組・夏組・秋組・冬組」に分かれて競技を行う。また、組ごとに希望者が参加する男女ペアダンス「応援の華」があり、衣装も手作りで揃える。校庭には生徒自身の手で描かれた各組をテーマにした巨大な絵を掲げる。

#### 相翼祭 文化部門
毎年9月頃に開催。文化部門では各クラスや団体がそれぞれ催し物を出店し、最も素晴らしかった団体に贈られる「柴胡ヶ原（さいこがはら）大賞」の受賞に向けて各団体が競い合う。催し物の内容としては、劇、イベント・アトラクション、模擬店などがある。体育館ではステージ発表として軽音楽部、マンドリン部、吹奏楽部、応援団部などの公演が行われる。最終日の夕方からは体育館にて在校生だけのイベントである後夜祭が開催され、バンド演奏ダンス発表もある。

### その他のイベント
- 新入生歓迎球技大会（4月） - 種目はバレーボール。全学年及び教職員が参加、クラス毎にその年の話題のものなどの仮装をして応援をする。
- 県相スタートキャンプ（4月） - 入学間もない新入生を対象としたオリエンテーション合宿。通称「KSC」。座学やディベート、登山などのイベントを通して、生徒間の親睦を深める。
- 修学旅行（主に秋） - 2学年に実施。沖縄に行くことが多いが、過去は北海道に行った代もある。鹿児島にいった代もある。長崎・福岡にいった代もある。
- クラス対抗百人一首大会（1月） - 1・2年生が別々の日に行う。全部で3戦あり、最初は出席番号が一緒の者同士で競う。次に委員会が決めたグループ内で競い、最後は「デカルタ」と呼ばれるもので、大きいサイズの百人一首をクラスの代表3名が出場し競う。
- 持久走大会（2月） - 1・2年生が参加。校舎の外周を使って行われる。男子は6.6km・女子は5km走る。
- 合唱コンクール（3月） - クラス対抗の合唱コンクール。1学年の学年行事として行われる。
- 相模原高校・麻溝台高校定期戦 - 平成4年から平成14年まで、毎年10月頃に開催されていた対抗戦。通称「麻高戦」。両校の生徒会が中心となり各運動部の対抗戦を実施、勝った部活が多い方が優勝というルールだった。学校週5日制移行に伴い現在は廃止。

## 部活動
部活動は盛んで、入部率は兼部含め約97%と高い。
硬式野球部は夏の全国高等学校野球選手権大会神奈川県大会で2014年にベスト8、2019年には横浜高校を破り創部初のベスト4に入った。記念大会の2018年北神奈川県大会ではベスト8入り。神奈川県高等学校野球春季大会で2015年に準優勝。神奈川県高等学校野球秋季大会で2014年にベスト4に入った。
サッカー部は1991年に全国高等学校総合体育大会（インターハイ）で神奈川県代表になった。全国高等学校サッカー選手権大会神奈川県予選で1988年、1990年に準優勝。1992年にベストに4入った。
卓球部（女子）は1974年から1982年の間に関東大会神奈川県予選で準優勝6回、全国高等学校総合体育大会神奈川県予選で準優勝3回。
水泳部や陸上競技部も強豪で、インターハイ出場者を定期的に輩出している。
吹奏楽部は神奈川県下の高校でトップレベルの実力を持ち、東関東吹奏楽コンクールで銀賞、吹奏楽コンクール神奈川県大会で金賞・代表多数。2022年の第23回東関東選抜吹奏楽大会で金賞を受賞している。
KIC英語ディベート部は、2019年PDA神奈川県即興型英語ディベート大会で優勝。英語ディベートでは県下で有名。
神奈川県下の公立高校で唯一のマンドリン部がある。2013年、2015年には全国大会（全国高等学校総合文化祭）にも出場している。
軽音楽部は神奈川県高等学校軽音楽連盟の軽音楽コンクールや「We are Sneaker Ages（スニーカーエイジ）関東グランプリ大会」で、準グランプリ等の上位入賞多数。2024年には59期生バンド「せんとらる」が第4回高等学校軽音楽コンテスト関東大会グランプリ、第1回高等学校軽音楽文化祭国際大会優秀賞を受賞している。
科学研究部は2019年の第11回日本地学オリンピック（国際地学オリンピックの日本予選）で銅賞入賞者を輩出した。
| 運動部 - 硬式野球部 - バスケットボール部 - 応援団部 - 体操部 - ハンドボール部 - 水泳部 - 卓球部 - ソフトテニス部 - 硬式テニス部 - サッカー部 - 陸上競技部 - バレーボール部 - バドミントン部 - 空手道部 - 弓道部 - 剣道部 | 文化部 - 吹奏楽部 - 軽音楽部 - マンドリン部 - 茶道部 - 書道部 - 科学研究部 - 囲碁将棋部 同好会 - 大道芸同好会 - アニメーション漫画文芸同好会 - ディベート同好会 - クイズ研究同好会 |

## 個人活動・有志団体活動
- 「未来ドラフト2019　わたしと難民がつながるアイディア・コンペティション」決勝大会（ワールド・ビジョン・ジャパン主催）[15]で、有志団体の県相紙飛行機研究会が特別賞を受賞。

- 2024年のPDA世界交流大会（パーラメンタリーディベート人財育成協会主催　世界26チーム参加）で、英語ディベート部が準優勝。
- 2019年のPDA神奈川県公立高等学校即興型英語ディベート交流大会（パーラメンタリーディベート人財育成協会主催）で、県相国際交流クラブ (KIC) の英語ディベート部が学校対抗のチーム賞で優勝[16]し、全国大会へ出場[17]。

## 校章
三つのペンを図案化したものであり、ペンの縁は「『サ』が三つ」で相模原を表す。三つのペンは知・徳・体を象徴し、心身共にたくましく、ゆたかに調和のとれた、実践力のある人間の育成が打ち出されている。

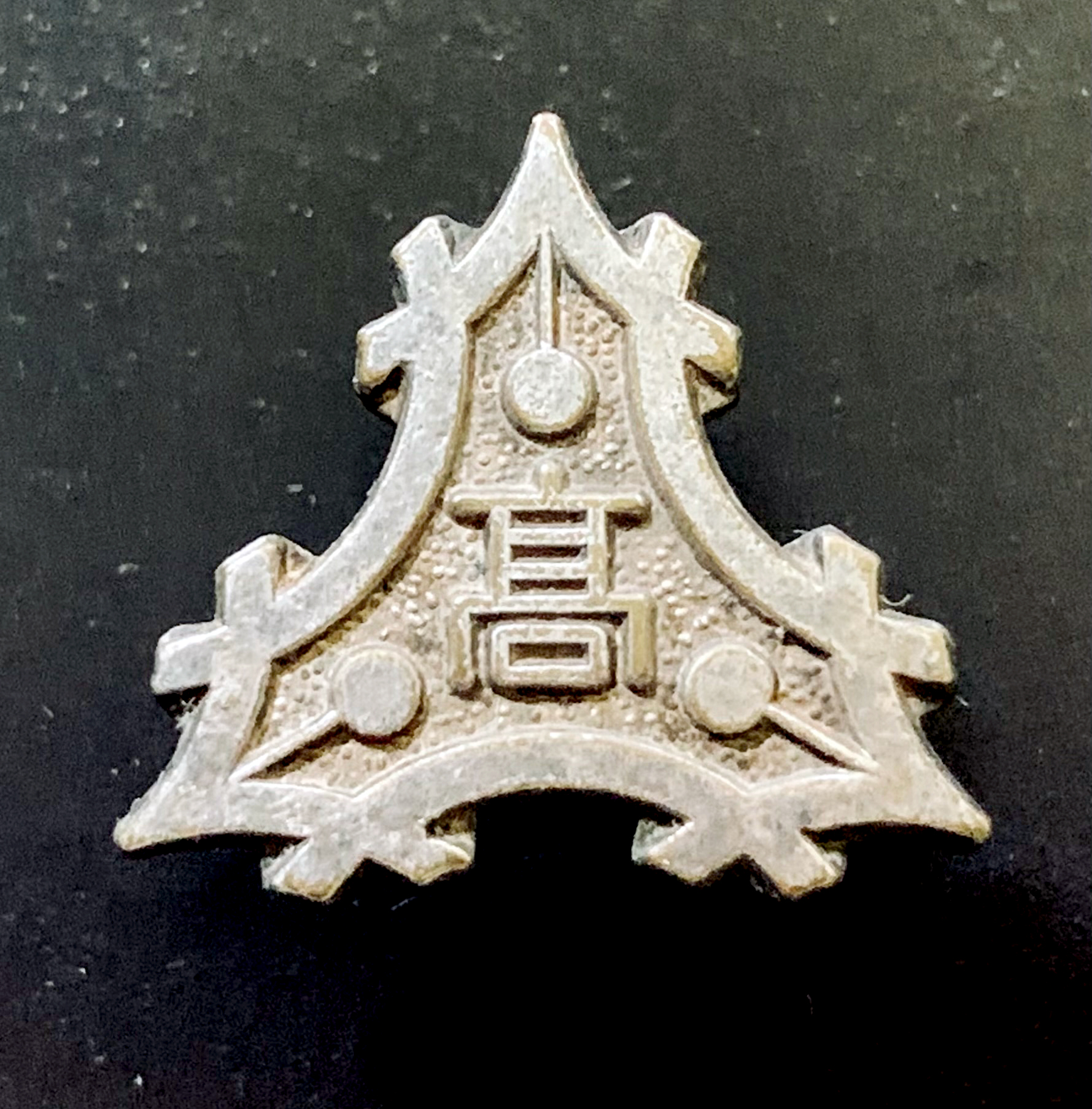
相模原高等学校　校章

## スクールカラー
スクールカラーは緑色。応援団旗は緑に染め上げられた布地に校章が白抜きで描かれている。
硬式野球部応援の際には、ユニフォームカラーであるオレンジ色のメガホンやマフラータオルも使用する。

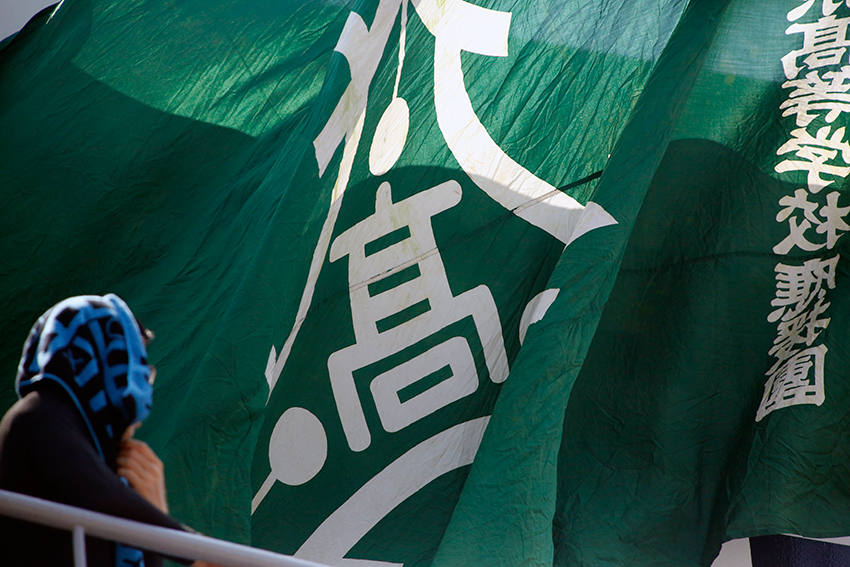
応援団旗
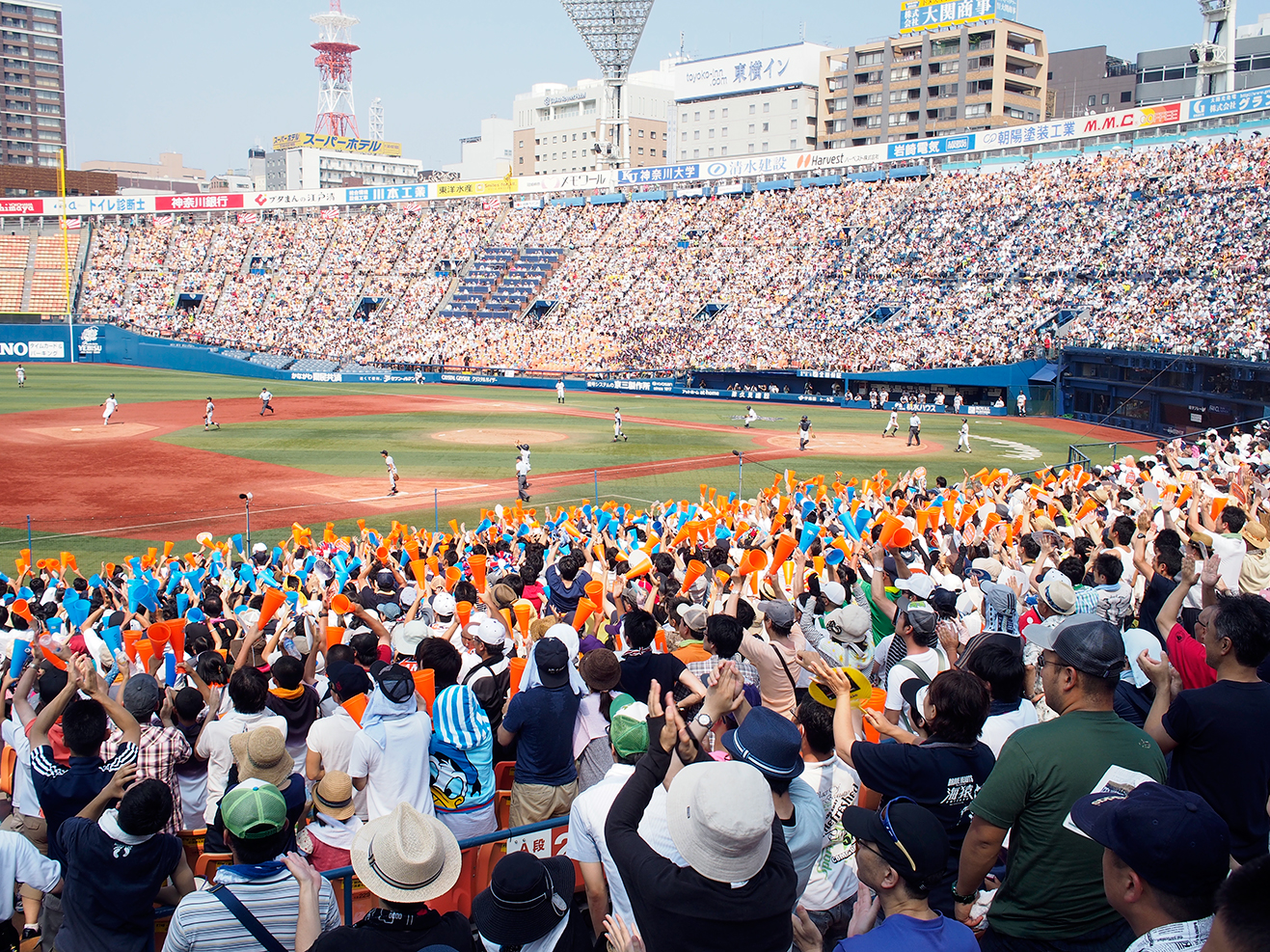
高校野球応援風景（2014.07.27県相VS横浜高校）

## 校歌
校歌は、土岐善麿作詞、岡本敦郎作曲。

## 応援歌

### チャンステーマ
- 「KENSOUL! 　日本の心〜八木節×相模原〜」

八木節をモチーフにした、同校吹奏楽部顧問（同校OBでもある）作曲のオリジナルチャンステーマ曲。同校の通称「県相（けんそう）」と魂「SOUL」から成る造語。第34回吹奏楽部定期演奏会（2014年4月）で演奏され、その後応援歌として用いられるようになる。野球応援では「ケンソール」と呼ばれる。

### 応援歌
- 第一応援歌 - 高校野球応援時には3回攻撃時に1番のみ歌われる。

- 第二応援歌 - 高校野球応援時には5回攻撃時に1番のみ歌われる。

- 第三応援歌 - 高校野球応援時には相模原高校が得点した際のみに歌われる。歌う際は肩を組んで歌う。

## 著名な出身者

### 政治

#### 国会議員
- 赤間二郎 - 衆議院議員（自民党）。自民党総務部会長。元神奈川県議会議員。第20期生。

#### 市町村長・地方議会議員
- 小野沢豊 - 神奈川県愛甲郡愛川町長。第5期生。

### 行政
- 斎藤英明 - 国際海事機関海洋環境保護委員会議長（アジア人で初）、国土交通省参与。元OECDエコノミスト。 第19期生。

### 経済
- 三枝富博 - イトーヨーカ堂代表取締役社長、日本チェーンストア協会会長[18]。第2期生。
- 八郷隆弘 - 本田技研工業元代表取締役社長、全国公正取引協議会連合会元副会長[19]。第12期生。
- 古市幸雄 - 実業家、英語教育者。第21期生。
- 秋元里奈 - ビビッドガーデン起業家・創業者＆代表取締役社長[20]。「アジアを代表する30歳未満の30人」に選出[21]。第43期生。

### 学者
- 山田満 - 早稲田大学社会科学総合学術院長。国際政治学者。第8期生。
- 池田直隆 - 歴史学者。國學院大學日本文化研究所兼任講師。第17期生。
- 磯部寛之 - 東京大学大学院理学系研究科教授[22]。東北大学名誉教授。有機化学。第23期生。

### 文学
- 森健 - 作家。2012年大宅賞受賞、2015年小学館ノンフィクション大賞受賞、2017年大宅壮一メモリアル日本ノンフィクション大賞受賞。第20期生。
- 古市幸雄 - 実業家、英語教育者。第21期生。

### 芸術・芸能
- 清水義央 - プログレッシブ・ロックバンドKENSOギタリスト。在学中にKENSOを結成し、1985年メジャーデビュー。歯科医。第10期生。
- 寺嶋陸也 - 作曲家、ピアニスト。第17期生。
- 大友幸太郎 - クラリネット奏者、レコーディングエンジニア。第26期生。
- 加治佐修 - 漫画家、イラストレーター。第26期生。
- 吉澤智子 - 脚本家。第28期生。
- 磯貝サイモン - ミュージシャン。2006年メジャーデビュー。二宮和也（嵐）、KARA、ナオト・インティライミ等に楽曲提供。第36期生。
- 伊藤翼 - 作曲家、オーケストレーター。第41期生。
- 西満里奈 - SKE48 TeamE元メンバー。カミングフレーバー元メンバー。第52期生。

### マスメディア
- 米山敦子 - フリーアナウンサー、声優。元城山町議会議員。第9期生。
- 水越かおる - IBC岩手放送アナウンサー。第14期生。
- 田原浩史 - テレビ朝日元アナウンサー。元アナウンス部統括担当部長。第18期生。
- 沼尻和樹 - 琉球朝日放送アナウンサー。第41期生。
- 澁谷祐太朗 - 宮崎放送アナウンサー。第50期生。

### その他
- 斎藤英明 - 国際海事機関海洋環境保護委員会議長（アジア人で初）、国土交通省参与。元OECDエコノミスト。第19期生。
- 菊原伸郎 - 元サッカー選手、サッカー指導者。第23期生。